# عمر المهنا
عمر صالح المهنا (31 ديسمبر 1959–) حكم سعودي، ويعد من أبرز الحكام في منطقة الخليج؛ بدأ التحكيم في المنطقة الشرقية عام 1976، وتدرج إلى حكم ساحة في عدد من دورات الخليج ونهائيات كأس آسيا. وكان سابقًا رئيس لجنة الحكام الرئيسية بالاتحاد السعودي لكرة القدم، يعمل حالياً كمحلل تحكيمي في القنوات الرياضية السعودية.

## انتقادات
تعرض عمر المهنا لانتقادات وهجوم بل وتهديدات عدة أثناء مسيرته كحكم في الملعب وبعدها كرئيس للجنة الحكام، وكذلك تعرض لنقد من عدة أطراف بسبب بعض أخطائه التحكيمية. وكذلك تم إتهامه بالتحيز لصالح أندية معينة أثناء عمله كحكم ساحة، وكذلك اتهم بالتحيز لحكام معينين أثناء عمله كرئيس للجنة الحكام. ولكنه نفى بعض هذه الادعاءات.
وصرّح المهنا بتاريخ 6 مايو 2020 أنه قد تعرض لتهديد قبل إدارته إحدى مباريات نادي الهلال وقال: ”قبل إدارتي لمباراة الهلال والطائي اتصل أحد الأشخاص من حائل وردت عليه زوجتي وكان يهدد".

## وصلات خارجية
- عمر المهنا على موقع Soccerway.com (الإنجليزية)
- عمر المهنا على موقع أوليمبيديا (الإنجليزية)